# Митхо

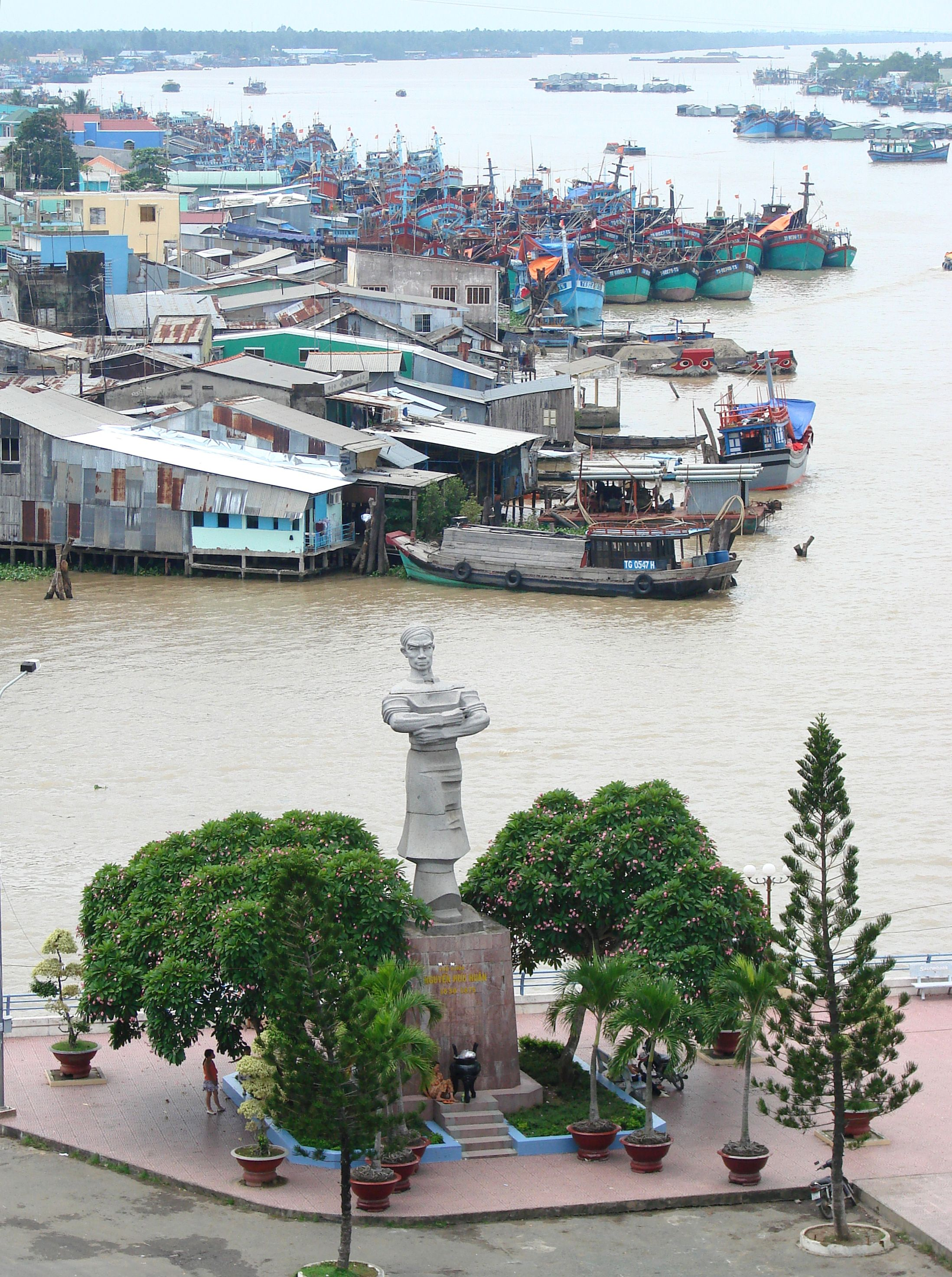
Памятник Нгуен Хыу Хуан в центре Митхо

Митхо́ (вьет. Mỹ Tho) — город во Вьетнаме, столица провинции Тьензянг. Находится в дельте Меконга, в 1789 км от Ханоя и в 70 км от Хошимина.

## История
Митхо был основан в 1680-е годы китайскими беженцами из Тайваня, когда глава династии Цин Ши Лон отнял власть у Южной династии Мин в 1683 году. Область в то время была когда-то частью Кхмерского царства и был присоединен к Вьетнаму в XVIII веке. Город назван в честь реки Митхо, что означает «замечательный» (My) «камыш» (Tho).
Благодаря своей близости к Хошимину, Митхо был традиционным транспортным пунктом в дельте Меконга. В XVII веке город стал одним из крупнейших коммерческих центров в южной части сегодняшнего Вьетнама.
В 1860-х годах Митхо, наряду с Сайгоном, становится одним из основных стратегических городов во время французской колониальной кампании. В 1862 году захват Митхо рассматривается как завершение создания французской колонии Кохинхина, открывшей почти век французского колониального господства во Вьетнаме.
Во время периода колонизации экономика продолжала процветать, привлекая все больше иммигрантов, в основном из Чаочжоу и Миннана. В 1876 году Митхо стал одной из шести провинций юго-восточного Вьетнама.

## Экономика
Сегодня экономика города основана на туризме, рыболовстве и сельском хозяйстве, выращивающем такие продукты, как кокосы, бананы, лонганы.

## Климат
| Показатель                                                      | Янв. | Фев. | Март | Апр. | Май  | Июнь | Июль | Авг. | Сен. | Окт. | Нояб. | Дек. | Год   |
| --------------------------------------------------------------- | ---- | ---- | ---- | ---- | ---- | ---- | ---- | ---- | ---- | ---- | ----- | ---- | ----- |
| Абсолютный максимум, °C                                         | 34,8 | 34,9 | 36,8 | 38,2 | 38,9 | 36,4 | 36,5 | 35,8 | 35,4 | 33,5 | 36,2  | 34,5 | 38,9  |
| Средний максимум, °C                                            | 30,2 | 30,8 | 32,2 | 33,5 | 33,2 | 31,9 | 31,4 | 31,1 | 31,0 | 30,5 | 30,4  | 29,8 | 31,3  |
| Средняя температура, °C                                         | 25,5 | 26,1 | 27,3 | 28,5 | 28,2 | 27,6 | 27,3 | 27,0 | 26,9 | 26,8 | 26,6  | 25,6 | 27,0  |
| Средний минимум, °C                                             | 22,0 | 22,7 | 24,0 | 25,3 | 25,4 | 24,9 | 24,5 | 24,4 | 24,5 | 24,2 | 23,6  | 22,1 | 24,0  |
| Абсолютный минимум, °C                                          | 14,9 | 15,9 | 15,7 | 19,4 | 21,5 | 21,2 | 19,6 | 21,2 | 21,2 | 19,9 | 18,6  | 16,1 | 14,9  |
| Среднее число солнечных часов в месяц                           | 263  | 261  | 300  | 269  | 211  | 183  | 197  | 194  | 173  | 174  | 206   | 216  | 2645  |
| Среднее число дней с осадками                                   | 1,0  | 0,5  | 1,0  | 4,6  | 14,3 | 17,8 | 19,5 | 19,4 | 20,3 | 19,2 | 11,3  | 5,2  | 134,2 |
| Норма осадков, мм                                               | 5    | 1    | 6    | 42   | 145  | 198  | 177  | 188  | 231  | 262  | 98    | 32   | 1384  |
| Средняя влажность, %                                            | 79,4 | 78,3 | 78,2 | 77,8 | 81,4 | 83,4 | 83,9 | 84,2 | 84,9 | 85,5 | 85,3  | 81,5 | 81,8  |
| Источник: Vietnam Institute for Building Science and Technology |      |      |      |      |      |      |      |      |      |      |       |      |       |